# Palacio Chávarri
El palacio Chávarri en Bilbao (Vizcaya, España) fue la sede desde 1943 del Gobierno Civil de Vizcaya, actualmente es sede de la Subdelegación del Gobierno en Vizcaya, institución que sustituyó al anterior Gobierno Civil. Se sitúa en el corazón del ensanche bilbaíno con fachada principal en chaflán a la plaza Moyúa y línea de fachada que se prolonga hacia la Gran Vía y la calle Elcano. Se trata de una obra ecléctica inspirada en revivalismos neoflamencos, construido en 1888 para Víctor Chávarri y su hermano Benigno Chávarri por el arquitecto Atanasio de Anduiza[cita requerida] según proyecto del arquitecto belga Paul Hankar. Algunos de sus salones fueron decorados por el pintor José Echenagusia Errazquin.
Este edificio tiene zócalo, planta baja, tres alturas y piso amansardado. Se apareja con sillares polícromos y presenta decoración estucada e importantes motivos de forja.
El acceso principal en arco escarzano se abrió al cambiar la función del edificio. Cuenta, además, con acceso adintelado en eje derecho de fachada en chaflán. En sus tres plantas se abren de forma asimétrica gran cantidad de vanos adintelados y en medio punto: ventanas, miradores y balcones con balaustrada de piedra o antepecho de hierro. En la altura amansardada presenta varias buhardillas.
El palacio Chavarri ha sufrido importantes reformas tanto en su estructura interna como en accesos, para adaptarse a la función que desempeña. La principal reforma se llevó a cabo en los años 1943-1947 por Eugenio María de Aginaga, acondicionando la casa para convertirla en sede del Gobierno Civil de Vizcaya.